# Luis Feito
Luis Feito (* 13. Oktober 1929 in Madrid, Spanien; † 7. Februar 2021 ebenda) war ein spanischer Maler. Er gehört zu den wichtigen Vertretern der spanischen Nachkriegsmalerei, die im Stil des abstrakten Expressionismus und Informel arbeiteten.

## Leben
Luis Feitos Kunst begann mit einer figürlichen Periode, die nicht lange anhielt, bis er Ende der 1950er Jahre mit dem Kubismus experimentierte und schließlich ganz abstrakt malte.
Im Jahr 1956 bekam Feito ein Stipendium der französischen Regierung. Er zog nach Paris, wo er mit der Art brut konfrontiert wurde und mit der Kunst der Assemblagen von Künstlern wie Jean Dubuffet. Er begann selbst mit Materialien zu experimentieren, mixte Sand in seine dicken Ölfarben und verwendete eine reduzierte Farbpalette aus Schwarz, Weiß und Ocker. 1959 war er Teilnehmer der documenta 2 in Kassel. Feito war mehrmals auf der Biennale von Venedig vertreten.
Luis Feito gehörte zu den Schlüsselfiguren des spanischen Abstrakten Expressionismus. Im Jahr 1957 war er in Madrid einer der Mitbegründer der Künstlergruppe „El Paso“, zusammen mit unter anderem Antonio Saura, Rafael Canogar und Manolo Millares. Er gehörte zum Kern der Avantgarde der spanischen Künstlerszene der späten 1950er Jahre. In den frühen 1960er Jahren kam die Farbe Rot als vierter Ton zu seinem malerischen Spektrum hinzu, seine Kunst wurde geometrischer.
Im Jahr 1981 verließ er Paris und ging nach Montreal, wo er bis 1983 lebte, bis es ihn nach New York zog.
Seine Arbeiten sind in den Museen für zeitgenössische Kunst auf der ganzen Welt ausgestellt, darunter im Museum of Modern Art in New York, im Musée National d’Art Moderne im Centre Georges Pompidou, dem Museum für zeitgenössische Kunst in Madrid sowie dem Museo Nacional Centro de Arte in Madrid. Er wurde unter anderem mit dem Ordre des Arts et des Lettres (Ritter 1985; Komtur 1993) ausgezeichnet.
Feito starb im Alter von 91 Jahren zuhause in Madrid nach einer SARS-CoV-2-Infektion.

## Preise und Auszeichnungen
- 1993: Commandeur des Arts et Lettres, Frankreich[3]
- 1985: Ordre des Arts et des Lettres, Frankreich
- 1960: David Bright Preis, XXX. Biennale von Venedig
- 1959: U.M.A.M. Preis, I. Biennale von Paris
- 1956: II. Mediterranean Art Biennale, Cairo/Athens
- 1955: I. Mediterranean Art Biennale Alexandria

## Werke in Museen und Sammlungen
(Auswahl)
- Museum of Alexandria
- Ateneum, Helsinki, Finnland
- Royal Museums, Belgien

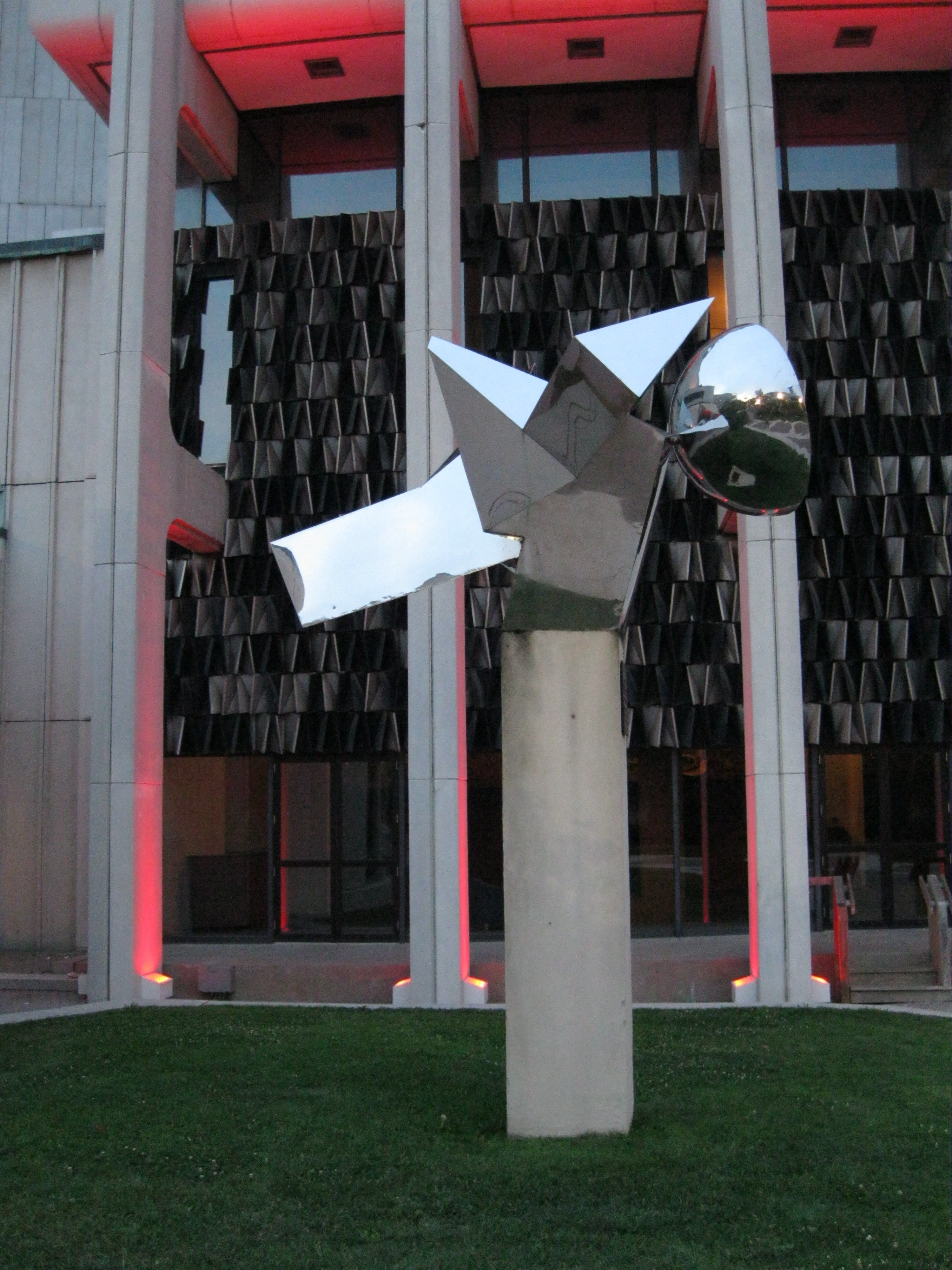
Maïrel, No 1 (1979), Place des Arts, Montreal

- Museum of Modern Art, Rom, Italien
- Museum of Modern Art, Rio de Janeiro, Brasilien
- Museum of Fine Art, Montreal, Canada.
- Guggenheim Foundation, New York, USA
- Houston Museum, Houston, Texas
- Albright Art Gallery, Buffalo, NY
- Lissone Museum, Italien
- Göteborg Museum, Göteborg, Schweden
- Musée National d’Art Moderne, Paris, Frankreich
- Toronto Art Museum, Toronto, Kanada
- Seattle Art Museum, Seattle, Washington
- Verviers Museum, Belgien
- Museum of Modern Art, New York
- Cantini Museum, Marseille, Frankreich
- Chase Manhattan Bank, New York
- Museum of Abstract Art, Cuenca, Spanien
- Museum of Modern Art, Tokio, Japan
- Bridgestone Gallery, Tokio
- Museum of Modern Art, Nagaoka, Japan
- La Chaux-de-Fonds Museum, Schweiz
- National Museum, Ottawa, Kanada
- Baltimore Museum, Baltimore, USA
- Tamayo Museum, Mexiko-Stadt
- Haifa Museum, Israel
- Fundación Juan March, Madrid, Spanien
- Patrimonio Nacional, Madrid